# Weikuangba
Weikuangba (kinesiska: 尾矿坝) är en sjö i Kina. Den ligger i provinsen Liaoning, i den nordöstra delen av landet, omkring 87 kilometer söder om provinshuvudstaden Shenyang. Weikuangba ligger 137 meter över havet. Arean är 1,7 kvadratkilometer. Trakten runt Weikuangba består till största delen av jordbruksmark. Den sträcker sig 2,1 kilometer i nord-sydlig riktning, och 1,3 kilometer i öst-västlig riktning.
Genomsnittlig årsnederbörd är 1 002 millimeter. Den regnigaste månaden är juli, med i genomsnitt 237 mm nederbörd, och den torraste är januari, med 10 mm nederbörd.